# Parapistomyia barringtoniana
Parapistomyia barringtoniana är en tvåvingeart som beskrevs av Peter Zwick 1998. Parapistomyia barringtoniana ingår i släktet Parapistomyia och familjen Blephariceridae. Inga underarter finns listade i Catalogue of Life.